# Omoleon jeanneli
Omoleon jeanneli is een insect uit de familie van de mierenleeuwen (Myrmeleontidae), die tot de orde netvleugeligen (Neuroptera) behoort. 
Omoleon jeanneli is voor het eerst wetenschappelijk beschreven door Navás in 1936.